# Scarlett's Magic
Scarlett's Magic là một con mèo Savannah có bộ lông có nhiều họa tiết tương động với một con vạt họ mèo khác là báo, được Kỷ lục Guinness thế giới ca ngợi là con mèo nhà dài nhất thế giới trước đây. (Kỷ lục đã bị phá vỡ bởi Arcturus Aldebaran Powers, con mèo có chiều dài 19,1 inch). Nó lần đầu tiên đạt được kỷ lục này vào năm 2009 khi có số đo được 41,87 cm hoặc 16,49 inch tính vai đến chân. Một năm sau, bó phá vỡ kỷ lục của chính mình bằng cách tăng thêm một inch, kích thước đạt mức 45,9 cm hoặc 18,07 inch từ vai đến chân. Thành tích quốc tế của mèo Scarlett's Magic ó thể được nhìn thấy ở trang 155 trong Sách Guinness 2011.
Vào năm 2010, Scarlett’s Magic cũng đã được trao kỷ lục Guinness thế giới thứ hai cho giải thưởng mèo nhà còn sống dài nhất với chiều dài 108,51 cm hoặc 42,72 inch và là động vật đầu tiên đồng thời giữ hai kỷ lục Guinness thế giới.

## Tiểu sử
Scarlett’s Magic là một con mèo Savannah, sinh ngày 6 tháng 3 năm 2008. Nó thuộc sở hữu và sống với Marty và Matteo Draper với vai trò là thú cưng của họ. Khí chất ngọt ngào và vẻ ngoài khác thường của mèo Scarlett khiến nó trở thành người nổi tiếng tại các trường học địa phương, thư viện, nhà nghỉ hưu và tại Savannah Cat Shoppe ở Nam California.